# عادل آهنگری
عادل آهنگری یکی از بازیکنان فوتبال ایران است. این بازیکن در طول در دوران حضورش، در تیم‌های مختلفی من‌جمله سایپای شمال مشارکت داشته‌است.